# Myersina adonis
Myersina adonis is een straalvinnige vissensoort uit de familie van grondels (Gobiidae). De wetenschappelijke naam van de soort is voor het eerst geldig gepubliceerd in 2006 door Shibukawa & Satapoomin.